# 川越双葉幼稚園
川越双葉幼稚園（かわごえふたばようちえん）とは、埼玉県川越市にある私立幼稚園。

## 所在地
〒350-0063 川越市幸町5－11

## 園名
園名の由来は「栴檀は二葉より芳し」の言葉より「子供は無限の可能性を持っている。どの子もかんばしく香る素晴らしい個性をもっている」という心より命名した。

## 園歌
作詞：こわせ・たまみ、作曲：湯山昭で、姉妹園の南双葉幼稚園と同一である。

## 沿革
- 昭和25年 - 川越双葉幼稚園として埼玉県知事認可 初代理事長山本道隆
- 昭和28年 - 学校法人となる
- 昭和46年 - 姉妹園として南双葉幼稚園設置認可

## 幼稚園目標（4つの柱）
- 健康で元気な子ども
- 誰とでも仲良く遊べる子ども
- 自分から進んでやろうとする子ども
- やさしい思いやりのある子ども

## 教育目標
- 生命の尊重の保育
- 正しきを見て、絶えず進む保育
- 心豊かで思いやりのある保育

## 園舎
保育室、特別室、遊戯室、職員室、事務室、多目的ホール、トイレ、シャワー室、談話室、ラウンジ等で構成

## 園児数
年少：3クラス、年中：2クラス、年長：2クラス
※年少1クラス15人前後、年中・年長1クラス30人前後

## 園の生活
- 知的活動（ことば、数、コンピュータ指導）
- 表現（絵画と造形、歌・リズム表現）
- 運動（体育指導、水泳指導）
- 環境（坐禅）

## 主な年間行事と活動
- 4月（入園式、花祭り）
- 5月（内科検診、遠足「年中・年少」、遠足「年長」、保育参観「年長」）
- 6月（小運動会、ジャガイモ掘り、ザリガニ釣り）
- 7月（保育参観「年中・年少」、プール遊び、夕涼み会）
- 10月（お月見、秋の大運動会、パソコン参観）
- 11月（お芋掘り、交通安全指導、施設訪問、焼き芋パーティー、体育参観、保育参観）
- 12月（おもちつき、お泊り保育）
- 1月（カルタ大会）
- 2月（豆まき、作品展I、作品展II、マラソン大会）
- 3月（お別れ観劇会、卒園式）

## 関係者
- 理事長：山本元晴
- 園長：山本貞子